# Shane Haste
Shane Veryzer est un catcheur australien né le 24 septembre 1985 à  Perth.

## Carrière

### Pro Wrestling Noah (2011–2015)
Le 7 juillet 2013, ils battent Chaos (Takashi Iizuka et Toru Yano) et remportent les GHC Tag Team Championship.
Le 10 janvier 2015, ils battent Dangan Yankies (Masato Tanaka et Takashi Sugiura) et remportent les GHC Tag Team Championship pour la deuxième fois. Le 11 février, ils perdent les titres contre Killer Elite Squad (Davey Boy Smith, Jr. et Lance Archer).

### World Wrestling Entertainment (2015-2021)

#### WWE NXT et TM-61/The Mighty (2015-2020)
Ils effectuent leurs retours le 31 janvier 2018 à NXT en battant The Ealy Brothers.
En décembre, Nick Miller est effacé du WWE Network confirmant son départ et la fin de The Mighty.

#### Raw, alliance avec Brendan Vink et retour à NXT  (2020)
À la suite du renvoi de Paul Heyman du poste de directeur de Raw, Vink et Thorne cessent d'apparaître.
Le 30 juillet, il est annoncé qu'il effectuera son retour à NXT la semaine suivante. La semine suivante à NXT, il perd contre Bronson Reed.

#### Draft àRaw& RETRIBUTION (2020-2021)
Le 12 octobre à Raw, RETRIBUTION rejoint officiellement Raw. Plus tard dans la soirée, le clan attaque The Hurt Business, sur ordre de Mustafa Ali, qui confirme son rôle de leader au sein du clan.   
Le 25 octobre à Hell in a Cell, il ne remporte pas le titre des États-Unis, battu par Bobby Lashley par soumission.

#### Draft àSmackDownet départ (2021)
Le 19 avril, Reckoning & lui sont draftés à SmackDown.
Le 18 novembre 2021, il est renvoyé par la WWE.

### Retour à la New Japan Pro Wrestling (2022-...)
Lors de Destruction In Kobe 2023, lui et Mikey Nicholls perdent contre Bishamon/Chaos (Hirooki Goto et Yoshi-Hashi) et ne remportent pas les IWGP Tag Team Championship. Lors de Power Struggle ~ Super Junior Tag League 2023, lui, Mikey Nicholls et Zack Sabre, Jr. perdent contre Chaos (Kazuchika Okada et Tomohiro Ishii) et Hiroshi Tanahashi et ne remportent pas les NEVER Openweight 6-Man Tag Team Championship.

### Impact Wrestling (2023)
Lors de Sacrifice 2023, lui et Bad Dude Tito perdent contre Bullet Club (Ace Austin et Chris Bey) et ne remportent pas les Impact World Tag Team Championship. Lors de Multiverse United, ils perdent contre Bullet Club (Ace Austin et Chris Bey) dans un Four Way Match qui comprenaient également Aussie Open (Kyle Fletcher et Mark Davis) et The Motor City Machine Guns (Chris Sabin et Alex Shelley) et ne remportent pas les Impact World Tag Team Championship.

## Palmarès
- Explosive Professional Wrestling
  - 1 fois EPW Champion
  - 2 fois EPW Tag Team Champion avec Alex Kingston (1) et Mikey Nicholls (1)
  - Rookie of the Year (2003)
  - Most Improved Wrestler (2006)
  - Invitational Trophy (2007)
  - Wrestler of the Year (2007, 2008)
  - ANZAC Day Cup (2009)
  - Match of the Year (2009) - Blitz Team vs. Chase Griffin & Dan Moore at Evolution

- Pro Wrestling Noah
  - 2 fois GHC Tag Team Championship avec Mikey Nicholls
  - Global Tag League Fighting Spirit Award (2015) avec Mikey Nicholls

- Ring of Honor
  - Rise and Prove Tournament (2012) avec Mikey Nicholls

- United Wrestling Network
  - 1 fois UWN Tag Team Champion avec Bad Dude Tito (actuel)

## Récompenses des magazines
- Pro Wrestling Illustrated

| Année | 2010 | 2011 | 2012 | 2013 | 2014 | 2015 | 2016 | 2017 | 2018 | 2019 | 2020 | 2021 |
| ----- | ---- | ---- | ---- | ---- | ---- | ---- | ---- | ---- | ---- | ---- | ---- | ---- |
| Rang  | 374  | 361  | 277  | 359  | 315  | 184  | 147  | 377  | 276  | 189  | 497  | 378  |

- Tokyo Sports
  - Best Tag Team Award (2013) avec Mikey Nicholls